# Seriemördare
Seriemördare kallas en person som mördar minst tre personer, om morden sker vid olika avgränsade tillfällen, och vars motivation till största del är baserad på psykologisk tillfredsställelse. En hypotes är att många seriemördare lider av antisocial personlighetsstörning, det vill säga psykopati/sociopati. De är vanligtvis inte psykotiska och uppfattas generellt sett av andra som ganska normala och till och med som charmiga, som den amerikanske psykiatrikern Hervey Cleckley kallar "The Mask of Sanity". Morden innefattar vanligtvis sexuella element och begås ofta efter ett särskilt mönster, efter mördarens modus operandi, och offren har ofta någonting gemensamt, som exempelvis yrke, etnicitet, hårfärg eller kön.
Det sägs att termen seriemördare myntades av en elev på Michigan State University och av FBI-agenten Robert Ressler under 1970-talet.[källa behövs] Termen seriemördare syftar på bland andra John Wayne Gacy, Jeffrey Dahmer, Ted Bundy, Amelia Dyer, David Berkowitz och Zodiac-mördaren.

## Psykologi och utveckling
Seriemördare är specifikt motiverade av en mängd psykologiska begär och drifter, som vanligtvis innefattar makt- och sexualrelaterade tvång. De känner sig ofta otillräckliga och värdelösa, möjligen som en följd av att de har blivit förnedrade, mobbade eller misshandlade i barndomen, och haft problem med fattigdom och låg socioekonomisk inkomst i vuxen ålder. I många fall begår seriemördare sina brott med syftet att kompensera för dessa faktorer så att de förser sig själva med en känsla av potens och ofta hämnd. Detta ger dem en känsla av makt, både under omständigheterna då morden begås och även efter. Blotta tanken på att deras gärningar sätter hela samhällen i skräck och förbluffar polisen ger seriemördaren denna starka känsla av makt och kontroll. Dessa aspekter av deras motivation skiljer dem från yrkesmördare och andra mördare som begår mord ett flertal gånger, då dessa motiveras av vinst snarare än psykologisk tillfredsställelse. Till exempel, i Skottland under 1820-talet, mördade William Burke och William Hare ett antal människor i vad som blev känt som West Port-morden eller "The Case of the Body Snatchers" för att sälja liken.

### Hjärnan och känslokontroll
En teori angående seriemördares patologi, framförd av Helen Morrison, är att de inte är en produkt av sexuella övergrepp, känslor av otillräcklighet eller av låg socioekonomisk status, utan snarare en produkt av en känslomässig/emotionell utvecklingsstörning. Hennes teori påstår att seriemördares låga emotionella utvecklingsnivå orsakar deras spruckna och disparata personligheter - det vill säga, de saknar delar som är förekommande hos normala människor. Morrison skrev att bedövad emotionell utveckling också förklarar förekommande drag hos seriemördare som att till exempel hålla mjuka föremål mot munnen (som är det primära känselorganet hos spädbarn) vilket har observerats hos seriemördare som Richard Otto Macek, Ted Bundy och John Wayne Gacy bland flera.
Morrisons teori påstår också att en seriemördare inte har utvecklat en grundläggande nivå av emotionell kontroll, och känner på grund av detta "känslor av otillräcklighet och värdelöshet, ibland på grund av förödmjukelse och misshandel", vilket drar dem till mord; rättare sagt, mördandet är faktiskt en sorts experiment som hämmas av individens låga eller totala avsaknad av sympati eller empati för sina offer.
Adrian Raine studerade aktivitet och funktion av hjärnans områden hos seriemördare jämfört med en kontrollgrupp med hjälp av PET-skanningar. Raine fann att seriemördarna hade en förhöjd aktivitet i det limbiska systemet, den del av hjärnan vars komponenter ansvarar för känslor. Det sågs också en skillnad mellan typer av seriemördare. "Proactive killers", eller sådana som planerade och var noggrann och metodisk i sina dåd sågs ha en högre aktivitet i prefrontala cortex, den del av hjärnan som har hand om beslut och logiskt tänkande. Samtidigt såg man att "Reactive killers", sådana som agerar impulsivt och i affektion hade lägre aktivitet i prefrontala cortex. Raine diskuterar detta kunde bero på att prefrontala cortex är viktig för impulskontroll och känsloreglering. Det som förvånade var fynden att även de seriemördare som verkade "kallblodiga" och empatilösa hade högre aktivitet i limbiska systemet, vilket ger en indikation att även så kallade "kallblodiga" seriemördare upplever emotionella svängningar men äger förmågan att besinna sig mer än andra typer av mördare. Se "Typer av seriemördare" längre ned.

### Fantasier och psykos
Faktorn angående seriemördarens fantasier spelar en extremt stor roll för en sådan. Fantasierna börjar ofta under, eller till och med innan, puberteten. Deras fantasiliv är mycket rikt och de dagdrömmer tvångsmässigt om dominering, underkastelse och mord, vanligtvis med ett väldigt specifikt mönster som eventuellt uppenbarar sig i deras riktiga brott. En del njuter av att läsa berättelser och se på foton innehållande våldtäkt, tortyr och mord.
En del seriemördare uppvisar i barndomen en eller flera varningstecken av vad som är känt som "Macdonald-triaden". Dessa tre punkter är som följande:
- Anläggning av bränder, eller mordbrand, ställbart för kickens skull som de får av att förstöra saker, för att få uppmärksamhet eller för att förövaren ska känna sig mer maktfull.
- Grymhet mot djur (relaterad till "zoosadism"). Många barn må vara grymma mot djur, som att dra av benen på spindlar och dylikt. Men blivande seriemördare dödar ofta större djur, som katter och hundar, och enbart för egen njutning snarare än för att imponera på jämnåriga.
- Sängvätning efter åldern då barn vanligtvis har vuxit ifrån sådana problem.

När de blir fångade och förhörda i rätten i USA så brukar en del seriemördare erkänna sig icke skyldiga på grund av sinnessjukdom. I de flesta amerikanska rättskipningar så baseras den lagliga definitionen av sinnessjukdom, det vill säga psykos, generellt sett på det klassiska "rätt eller fel"-testet konstruerat av det engelska straffrättssystemet i fallet om M'Naghten som ägde rum år 1843.
M'Naghtenreglerna, såsom det generellt sett kallas inom det juridiska systemet, hänger på om respondenten visste skillnaden mellan rätt eller fel under tiden då brotten begicks. Med vissa seriemördare så gör omfattande uppsåt kombinerat med brist på några uppenbara vanföreställningar eller hallucinationer, som kunde ha hindrat respondentens förmåga att undkomma upptäckt efter att ha begått flertaliga mord, det mycket svårt att uppnå en dom där respondenten bedöms som icke skyldig.

## Motiv
Seriemördares motiv kan delas in i fem olika kategorier, trots att det finns ett fåtal seriemördare som har uppvisat drag av fler än en av dessa. I motsats till vad den generella populationen tror så är seriemördare sällan motiverade av syn- och/eller rösthallucinationer. Många påstår sig dock vara galna, fast vanligtvis endast med syftet att kunna lägga över skulden på en mentalsjukdom och därmed undvika en dödsdom. Men det finns dock ett fåtal genuina fall där seriemördare faktiskt har framtvingats av mentala sjukdomar.

### Visionärer
Herbert Mullin mördade 13 människor efter att han hört röster som sagt åt honom att mord var nödvändigt för att förebygga en jordbävning i Kalifornien. Mullin fick det personligt bekräftat när det gick upp för honom att Kalifornien faktiskt undvek att drabbas av en jordbävning under hans mordiska framfart.
Ed Gein mördade två kvinnor (eller fler, det exakta antalet är okänt) som liknade hans mamma. Han använde också skinn från kvinnliga lik, som han grävt upp från den lokala kyrkogården, med målet att tillverka en "kvinnodräkt" (såväl som andra prydnadsdekorationer, som gardiner och lampskärmar) till sig själv så att han kunde "bli" sin mamma. Efter att han blivit gripen låstes han in på ett mentalsjukhus för resten av sitt liv.

### Missionärer
De så kallade missionärsmördarna tror att deras gärningar är rättfärdigande genom att de gör sig av med en viss grupp av personer (ofta prostituerade eller medlemmar av en särskild folkgrupp), och anser därför att de gör samhället en tjänst. Dr. John Bodkin Adams var en brittisk kristen fundamentalist (och en medlem av Plymouthbröderna). Hans rika, icke religiösa, offer blev delvis dödade med syftet att redistribuera deras rikedom till folk som Adams ansåg "förtjäna det", vanligtvis - men inte alltid - honom själv. Ett svenskt exempel på denna typ av mördare är John Ausonius, mera känd som lasermannen, som sköt 11 personer med utländsk bakgrund. Missionärsmördarna skiljer sig från andra seriemördare eftersom deras motiv i regel inte är sexuellt.

### Hedonister
Den här typen av mördare dödar för njutningens skull, och vilken aspekt av morden som tillfredsställer denna grupp varierar. Denna grupp tillhör de seriemördare som vanligtvis skildras i psykologiska thrillers, splatterfilmer, skräckfilmer osv. Yang Xinhais uttalande efter att han arresterats är typiskt för sådana här mördares attityder: "När jag dödade människor, så fick jag behovet av att döda fler. Detta inspirerade mig till att döda fler. Jag bryr mig inte om vare sig de förtjänar att leva eller inte. Det är inte mitt problem." 
En del seriemördare av denna typ finner störst njutning i själva jakten på ett nytt offer mer än någonting annat, medan andra i första hand motiveras av att tortera och misshandla sina offer, medan själva dödandet är mindre viktigt. En del mördare som Dennis Rader, Wichitas mest ökända seriemördare känd som BTK (Bind Torture Kill), njöt av både jakten efter och tortyren av sina offer. Han mördade 10 människor. Men andra, som Jeffrey Dahmer och Dennis Nilsen, brukar döda offret snabbt för att sedan ägna sig åt nekrofili och kannibalism.
Den sexuella aspekten är vanligtvis mycket stark i deras brott även om detta kanske inte omedelbart uppenbaras; några seriemördare uppnår ett framvällande av upphetsning som inte nödvändigtvis är sexuell, såsom med David Berkowitz, som fick en kick av att skjuta slumpmässigt utvalda unga par i bilar för att sedan snabbt springa därifrån utan att ens ha vidrört sina offer. En hypotes är att dessa individer har en hög endorfintolerans. Normala individer kan få en kick av aktiviteter från allt att ta en joggingtur till att åka berg- och dalbana. Psykopater/sociopater har däremot en högre tolerans för spänning vilket innebär att de måste utsätta sig för något som ger dem en endorfinkick.
Det är också värt att notera att en del av dessa typer av seriemördare, som Gary Ridgway - den ökända "Green River-mördaren", ofta försöker att rättfärdiga sina handlingar när de blir fångade genom att påstå att de gjorde samhället en tjänst, precis som missionärsmördarna (Ridgway attackerade exempelvis prostituerade). Men deras val av socialt "oönskvärda" offer grundas snarare på deras egen tillfredsställelse än något annat. De vet att dessa typer av offer är villiga att följa med dem till avlägsna områden, och att de antagligen inte blir rapporterade som försvunna förrän efter en betydligt längre tid efter deras död, och att dödsfallen/försvinnandena generellt sett inte drar till sig någon större uppmärksamhet från allmänheten.

### Vinstmotiverade
De flesta brottslingar som begår flertaliga mord för materiella vinster (såsom yrkesmördare från maffian) klassificeras inte som seriemördare eftersom de motiveras av ekonomisk vinst snarare än av psykologisk tillfredsställelse. Det finns trots allt en tydlig gräns som åtskiljer sådana mördare. Marcel Pétiot som var verksam i det naziockuperade Frankrike, kan exempelvis klassificeras som en seriemördare. Han låtsades vara medlem av den franska motståndsrörelsen och lurade rika judar till sitt hem och påstod att han kunde smuggla ut dem ur landet. Men istället mördade han dem och stal deras ägodelar. När han blev fångad så hade han dödat 63 människor.

### Makt- och kontrollmotiverade
Huvudmotivet för dessa typer av seriemördare är att få kontroll över sitt offer. Dessa mördare har ibland utsatts för misshandel i barndomen vilket ger dem känslor av maktlöshet och otillräcklighet i vuxen ålder. Många makt- och kontrollmotiverade mördare antastar sina offer sexuellt, men skiljer sig ändå från hedonistiska mördare eftersom våldtäkten motiveras av en vilja att dominera snarare än av lust.

## Typer av seriemördare
Ett signifikant antal seriemördare uppvisar vissa aspekter av både en organiserad och desorganiserad sådan, men ofta är det ett av dessa karaktärsdrag som dominerar. En del seriemördare nedstiger från att vara en organiserad till en desorganiserad seriemördare i takt med att deras mord fortsätter kontinuerligt. I början begår de sina mord metodiskt och med stor försiktighet, men blir med tiden alltmer slarviga och impulsiva i takt med att deras tvångsmässiga mordbegär tar över deras liv. Oavsett så delar FBI in seriemördare i två olika kategorier: den organiserade seriemördaren och den desorganiserade seriemördaren.
Organiserade förbrytare har vanligtvis en hög intelligens, med en IQ över genomsnittet (>110), och planerar sina brott ganska metodiskt. De kidnappar vanligtvis sina offer, dödar dem på en plats och gör sig av med kroppen på en annan plats. De lurar ofta sina offer med ett knep för att locka till sig dem och utnyttjar deras sympati. Ted Bundy brukade exempelvis bära sin arm i mitella och be kvinnor om hjälp med att bära föremål till hans bil. Där slog han dem medvetslösa med ett järnrör (vanligtvis en kofot) och förde bort dem. Andra attackerar prostituerade, som frivilligt går med seriemördaren som en kund. Dessa typer av seriemördare uppehåller en stor kontroll över brottsplatsen, och har vanligtvis en god kunskap om rättsvetenskap vilket gör det möjligt för dem att dölja sina spår genom att till exempel begrava kroppen eller tynga ner den och dumpa den i en flod, sjö, hav etc. De följer sina brott noga i media och känner sig ofta stolta över sina gärningar, som om det vore ett slags storslaget projekt. Den organiserade mördaren är ofta socialt kapabel och har vänner och älskare, och ibland till och med hustru och barn. De är typen som, när de blir tillfångatagna, blir beskrivna av sitt umgänge som en snäll och trevligt person som inte ens skulle göra en fluga förnär. En del seriemördare går så pass långt att de lyckas göra sina brott mycket svåra att upptäcka, genom att till exempel förfalska självmordsbrev, lägga över skulden på andra, iscensätta gängbråk eller naturliga dödsorsaker. Coral Watts, Ted Bundy och John Wayne Gacy är bra exempel på den här typen av seriemördare.
Desorganiserade förbrytare har vanligtvis en låg intelligens, med en IQ under genomsnittet (<90), och de begår sina brott impulsivt. Medan den organiserade mördaren ger sig ut på en jakt efter ett specifikt offer så mördar den desorganiserade sina offer så fort möjligheten kommer. De bryr sig sällan om att göra sig av med kroppen och lämnar den istället på samma plats där de hittade offret. De attackerar plötsligt utan varning, och utför vilka ritualer de än känner för (nekrofili, lemlästning, kannibalism etc.) när offret har dött. De bryr sig sällan om att dölja sina spår men brukar ändå, med en slughet som håller dem igång, kunna undvika att bli tillfångatagna under en tid. De är ofta socialt inkapabla, har få vänner och kan ha en lång historia av mentala sjukdomsproblem bakom sig. De anses ofta av sitt umgänge som excentriska eller till och med som "lite läskiga." De är vanligtvis också tillbakadragna människor. De har en dålig insikt i sina brott och kan till och med blockera minnen från morden. Henry Lee Lucas och Ottis Toole är bra exempel på den här typen av seriemördare.
Det argumenteras om att de medicinska yrkesområdena producerar flest seriemördare, i första hand doktorer eller sköterskor. Ett exempel på detta är fallet om Harold Shipman, en engelsk doktor med familj, som iscensatte det hela så att det såg ut som om offren dött av naturlig orsak; mellan 1971 och 1998 mördade han åtminstone 215, eller möjligtvis bra över 250, av sina egna gamla patienter - och fram till slutet av hans mordkarriär misstänktes det inte ens att några brott hade begåtts.

## Offer
Kriminologer har länge lagt märke till att det finns en länk mellan de flesta seriemördare och deras val av offer. En sådan länk är anknytningen mellan demografiska faktorer och valen av offren. Medan risken att falla offer för en seriemördare är mycket liten i förhållande till andra våldsamma brott och till populationen som helhet så uttrycker sig seriemord däremot oftare mer extremt. I jämförelse med andra brott så är mord faktisk det brott som kräver minst antal offer.
Seriemördare tenderar i regel att oftare attackera kvinnor än män. De dödar sällan familjemedlemmar eller personer i sin bekantskapskrets, utan offren är vanligtvis främlingar. Detta skiljer dem från engångsmördare som generellt sett mördar lika många kvinnor som män och oftare dödar vänner eller familjemedlemmar. Seriemördares mord är ofta sexuellt motiverade. Den sexuella drivkraften stödjer teorin om att seriemördare tenderar att ha specifika kriterier och sexuella intressen som motiverar deras speciella val av offer. Hur offret väljs ut är även en faktor som skiljer seriemördare från andra typer av mördare.
I USA föredrar seriemördare offer i åldern 18-50 år. Majoriteten av dessa offer är vita vilket stödjer forskare som hävdar att seriemördare väljer offer med samma hudfärg som de själva. Kvinnliga seriemördare tenderar att mörda offer som de har en personlig relation till (oftast make och barn) i motsats till manliga seriemördare som mördar främlingar.

## Seriemord i Sverige
Se Kategori:Svenska seriemördare
Seriemord i Sverige är ett sällan förekommande fenomen i förhållande till större nationer som Förenta Staterna (USA), som sägs producera majoriteten av alla seriemördare.

### John Ausonius
John Ausonius, mera känd som "Lasermannen", beväpnad först med gevär med lasersikte och senare med en revolver, sköt mellan 1991 och 1992 sammanlagt 11 personer (varav en dog och resten fick skador för livet) i Stockholm och Uppsala. Men tekniskt sett så räknas John Ausonius inte som en seriemördare, eftersom han bara dödade en person. Men han uppvisade däremot ett seriemördarbeteende eftersom hans avsikt var att döda sina offer. Anledningen till att så många av hans offer överlevde ska ha varit för att Ausonius skruvade på ljuddämparen snett, vilket resulterade i kulorna inte träffade där han siktade.

### Anders Hansson
Under 99 dygn (5 oktober 1978 till 12 januari 1979) dog 27 patienter. Mördaren, Anders Hansson, hade tagit livet av dessa genom att få dem att dricka starkt frätande kemikalier, exempelvis Gevisol, Ivisol, Blido och Desderman. Anledningen var att han ville "befria dem från deras lidande" och/eller att gamlingarna "trakasserat personalen". Poliserna som utredde morden uppgav att förhören med honom "skapat en förlamande och skrämmande känsla av overklighet, av maktlöshet inför något totalt främmande. Upplevelsen har legat kvar som en plågsam förnimmelse flera timmar efter varje konfrontation" I rättegången erkände förövaren, då 19 år gammal, att han förgiftat totalt 42 människor varav 27 alltså dött. Till slut fälldes han den 28 augusti 1979 för 11 mord och 16 mordförsök till rättspsykiatrisk vård av tingsrätten i Malmö. Personalen inom psykvården ansåg senare att han skötte sina uppgifter "robotartat" och exemplariskt så länge han fick arbetsuppgifter tilldelat sig. Med detta i åtanke, och att han förmodligen inte upprepar sina brott blev han i början av 1990-talet åter en fri man.

### Anders Lindbäck
Prästen Anders Lindbäck (1803-1865) mördade tre personer och försökte mörda ytterligare fyra.

### Tore Hedin
Tore Hedin var mannen bakom de så kallade Hurvamorden. Bortsett från det första mordet, skedde alla samma natt, på två olika platser. Om man räknar detta som olika tillfällen, var Hedin en seriemördare. 
Ernst-Hugo Järegård spelade 1986 Tore Hedin i mini-serien Skånska mord (avsnittet har "Hurvamorden"). Hurvamorden beskrevs även i TV-programmet Veckans brott, säsong 5, avsnitt 2.

### Peter Mangs
Skjutningarna i Malmö skedde under slutet av 2009 och under 2010. Den 9 november 2010 grep polisen Peter Mangs som misstänkt för flera av skotten. Polisen misstänkte honom även för två mord begångna redan 2003. Den 24 juli 2012 dömdes Mangs av Malmö tingsrätt för två mord begångna 2003 respektive 2009, fyra mordförsök och tre fall av grovt olaga hot.

## Seriemord före 1900
Trots att seriemördarfenomenet generellt sett anses som ett modernt sådant, så kan det spåras tillbaka i historien med en begränsad nivå av tillförlitlighet.
Liu Pengli från Kina, kusin till kejsare Han Jing, blev kung över Jidong år 144 f.Kr. Enligt den kinesiska historikern Sima Qian brukade han "gå ut på maroderingsexpeditioner med 20 till 30 slavar, eller unga män som var på flykt från lagen, och mörda människor för att sedan beslagta deras ägodelar som om det vore rena sporten." Trots att många av hans avsedda offer var medvetna om dessa mord, och att "de var rädda för att gå ut på natten", var det inte förrän det 29:e året av hans regeringstid som en son till en av offrens familj skickade en anmälan till kejsaren. Så småningom "kom det fram att han hade mördat åtminstone 100 eller fler personer." Myndigheterna och rätten begärde att Liu Pengli skulle bli avrättad. Men kejsare Jing kunde inte stå ut med tanken på detta, så Liu Pengli blev istället offentligt bannlyst.
På 1400-talet sades det att en av de rikaste männen i Frankrike, Gilles de Retz, hade kidnappat, antastat och dödat åtminstone 100 barn. De flesta var pojkar som han kidnappade från närliggande byar och förde till sitt slott. Den ungerska aristokraten Elisabet Báthory arresterades år 1610 och blev därpå åtalad för att ha torterat och slaktat så många som 600 unga flickor, med syftet att bada i deras blod i tron om att detta skulle behålla hennes ungdom. Precis som med Liu Pengli så ställdes båda inför rätta efter en lång tid; De Retz och Báthory var ju båda rika, mäktiga och adliga. På grund av detta, trots att folket i områdena kände till deras brott, vägrade deras överordnade att tro på ryktena tills det helt enkelt inte gick att förneka dem längre. Efter att De Retz arresterats erkände han sina brott, och fakta kom fram att han var en demondyrkare som led av vanföreställningar. Dåtidens veckotidningar gjorde ofta affärer med de makthavande. Rättare sagt så var det brist på etablerade polisstyrkor under de århundradena, och inte minst i Europa. Därför kan det ha existerat andra klassiska seriemördare som antingen aldrig blev identifierade eller publicerade. Många groteska gärningar, som antagligen i själva verket begåtts av seriemördare, skylldes istället på varulvar och demoner.
Thug Behram, en indisk gängledare över en lönnmördarkult känd som Thuggee, påstås ha varit den värsta seriemördaren genom tiderna. Enligt ett flertal källor påstås han ha strypt så många som 931 människor med en slags ceremoniell duk, som användes av kulten från 1790 till 1830. Om detta är sant så är Behram, av de man känner till, den seriemördare som på egen hand begått flest mord i världshistorien. Dessutom så ska några individuella bödlar och deras samarbetsmän från de nazityska Einsatzgruppen i östra Europa ha begått ett liknande antal mord. Enligt Guinness rekordbok så ska Thuggee-kulten sammanlagt ha legat bakom ungefär 2 miljoner mord.
Den oidentifierade mördaren känd som Jack Uppskäraren (Jack the Ripper) mördade prostituerade (det exakta antalet offer är okänt, men minst 5 mord är bekräftade) i London år 1888. Dessa brott fick en enorm uppmärksamhet i media eftersom London under den tiden var världens största maktcentrum. Så när dessa dramatiska mord på fattiga kvinnor begicks mitt ibland de rika så började nyhetsmedia istället fokuseras på den svårt belägna fattigdomen i staden, och fallet om Jack Uppskäraren spreds över hela världen.
I sin bok Psychopathia Sexualis noterade Richard von Krafft-Ebing ett fall med en fransk seriemördare som var verksam under 1870-talet. Mannen hette Eusebius Pieydagnelle och var sexuellt besatt av blod. Han erkände morden på 6 människor. År 1898 i Frankrike avrättades Joseph Vacher efter att han erkänt hur han mördat och lemlästat 11 kvinnor och barn, medan den amerikanske seriemördaren H.H. Holmes hängdes i Philadelphia år 1896 efter att ha erkänt morden på 27 människor.
En del historiska kriminologer påstår att seriemördare alltid har existerat, men att specifika fall aldrig anmäldes. Vissa källor påstår att legender om varulvar och vampyrer i själva verket inspirerades av medeltida seriemördare.

## Seriemördare i populärkultur
Fenomenet seriemördare är ett mycket tacksamt ämne inom film och litteratur. Seriemördare har framträtt i många romaner, filmer, sånger, serietidningar, dokumentärfilmer, såpoperor och datorspel m.m. Filmer som När lammen tystnar, Psycho, Scream, Se7en, Copycat, Sweeney Todd: The Demon Barber of Fleet Street, Alla helgons blodiga natt och Fredagen den 13:e-filmerna har skildrat seriemördare som skurkar, antihjältar och till och med som protagonister. Exempel på välkända fiktiva seriemördare inkluderar Hannibal Lecter, Norman Bates, Freddy Krueger, Carnage, Leatherface, Michael Myers, Jason Voorhees, Patrick Bateman, Serge A. Storms, Jigsaw, Sylar, Dexter Morgan och ett flertal andra. Några av dessa har blivit de mest välkända och populäraste karaktärerna i modern kultur. Seriemördare har också skildrats i datorspel som till exempel Condemned: Criminal Origins, och dess uppföljare Condemned 2.
Minnessouvenirer och andra föremål om seriemördare är en subkultur som kretsar kring arvet av ökända och beryktade seriemördare. Medan minnessouvenirerna vanligtvis innefattar målningar, skrifter och dikter om ökända mördare så har marknaden expanderat på senare år och börjat sälja uppslagsverk om seriemördare, samlarkort och till och med actionfigurer. Några av de mest välkända minnessouvenirerna inkluderar clownmålningarna av John Wayne Gacy och dikterna av Jack Unterweger.